# 空指標
在程式語言中，空指標是一個已宣告但並未指向一個有效物件的指標，許多程式利用空指標來表示某些特定條件，例如未知長度陣列的結尾或某些無法執行的操作。在可選擇型態（optional type）的程式語言中，空指標通常可以跟可為Null的型別（Nullable types）和空值（Nothing value）進行比較。
空指標與未初始化的指標（uninitialized pointer）不同，空指標保證不會和有值的指標相等，而未初始化的指標則是要看所使用的程式語言或編譯器而定，在部分程式語言環境下，未初始化的指標無法保證不與有值的指標相等，他可能因為存有記憶體殘值而指向了某個有效物件。有許多實现上是以0 (全位为0) 代表空指標。

## 空參照
在程式語言中，空參照（英語：Null Reference）是一個與空指標類似的概念，是一個已宣告但其並未參照到一個有效物件的變數。東尼·霍爾在1965年發明了空參照，並作為ALGOL W程式語言的一部分。

## 歷史
查爾斯·安東尼·理察·霍爾（C. A. R. Hoare）在2009年表示他在1965年發明了空參照，並且將這項發明描述為“十億美元的錯誤”。

## 程式語言中的空指標

### C語言
在C語言中，任何2個空指標都保證是相等的，其是由預處理器的巨集提供，即NULL，其被定義為用來表示空指標的常數值，在C99是透過隱含轉換或直接轉換成void*的整數值0來使用。
在C语言中，空指针的值表示为#define NULL (void *)0。
C語言標準並沒有規定記憶體位置0與空指標相同，隨然實際上記憶體位置0與空指標在大部分的情況下會是相同的。對空指標解引用在C語言中是一個未定義行為，在實作上，解引用時必須確保所取的指標不為空。

### C++語言
在C++語言中，同樣有繼承自C語言的NULL巨集可供使用，但在傳統上會優先使用整數零來表示空指標常數。在C++11標準中已明確的引入一個常數（部分編譯器視之為關鍵字，如Visual Studio）nullptr做為表示空指標的常數。
nullptr是C++11語言中的關鍵字，在C++11語言標準用來表示空指標的常數值。其型態為nullptr_t。

### 其他语言
一些语言使用其他的命名方式来表示空指针，如Pascal, Ruby 以及 Lua 则使用 nil，而Visual Basic 使用 Nothing。Fortran不支持此一常量，但其属性（property）可被设置成 NULLIFY 并由 ASSOCIATED 函数测试之。

## 解引用
因為空指標沒有指向有效的物件，所以若嘗試解引用（Dereference，即，從該記憶體位置取出數值）的話，有機率導致程式執行時發生錯誤或立即崩潰。
- 在C語言中，對空指標解引用是一個未定義行為。許多實作對空指標解引用的案例都會導致程式因為segmentation fault而當機或停止運作，因為空指標通常表示選擇了一個不是由系統分配的儲存空間，但是並非每次都會出現這種情況。
- 在Java語言中，若嘗試從空指標的物件中解引用則會觸發NullPointerException（NPE）[10]，由於會觸發錯誤，因此可以使用例外處理的程式碼來捕捉，但編程上仍要儘量確保永遠不會發生此錯誤為佳。

### NullPointerException
空指標錯誤是一種常見的程式錯誤，當嘗試存取空指標所指向之物件時，就會發生NullPointerException，通常是因為物件未順利初始化或者提前解構而造成。空指標錯誤常常出現在類別設計或管理上有缺陷的程式中，一旦出現了空指標錯誤經常會導致程式當機或崩潰。而在部分程式語言中，則有NullReferenceException（空參照錯誤），例如.Net平台。
在Java中，NullPointerException被定義在java.lang.NullPointerException，是一種執行階段錯誤（java.lang.RuntimeException）。